# Francisco Uh May
Francisco Uh May är en ort i Mexiko.   Den ligger i kommunen Tulum och delstaten Quintana Roo, i den östra delen av landet, 1 200 km öster om huvudstaden Mexico City. Francisco Uh May ligger 20 meter över havet och antalet invånare är 655.
Terrängen runt Francisco Uh May är mycket platt.  Trakten runt Francisco Uh May är nära nog obefolkad, med mindre än två invånare per kvadratkilometer. Francisco Uh May är det största samhället i trakten. I omgivningarna runt Francisco Uh May växer i huvudsak städsegrön lövskog.